# Aleksandr Rumiancew (łyżwiarz)
Aleksandr Władimirowicz Rumiancew, ros. Александр Вадимович Румянцев (ur. 5 grudnia 1986 w Archangielsku) – rosyjski panczenista, dwukrotny medalista mistrzostw świata.

## Kariera
W zawodach Pucharu Świata Aleksandr Rumiancew zadebiutował 2 grudnia 2007 roku w Kołomnie, zajmując 23. miejsce w biegu na 10 000 m w grupie B. Pierwsze pucharowe podium wywalczył 30 stycznia 2011 roku w Moskwie, gdzie wspólnie z kolegami z reprezentacji zwyciężył w biegu drużynowym. W najlepszej trójce zawodów indywidualnych pierwszy raz znalazł się 16 marca 2014 roku w Heerenveen, gdzie na dystansie 5000 m był trzeci. W biegu tym wyprzedził go tylko dwaj Holendrzy: Jorrit Bergsma i Jan Blokhuijsen. Ostatecznie w klasyfikacji 5000 m/10 000 m sezonu 2013/2014 był ósmy. Na tym samym dystansie był też drugi 14 listopada 2014 roku w Obihiro, a osiem dni później w Seulu był trzeci na dwukrotnie krótszym dystansie.
W 2010 roku brał udział w igrzyskach olimpijskich w Vancouver, gdzie był trzynasty w biegu na 10 000 m, a na dwukrotnie krótszym dystansie został zdyskwalifikowany. Na rozgrywanych cztery lata później igrzyskach w Soczi był jedenasty na 5000 m i szósty w biegu drużynowym. W listopadzie 2017 roku MKOl zdyskwalifikował go za stosowanie dopingu podczas igrzysk w Soczi. Był też między innymi szósty w biegu drużynowym na dystansowych mistrzostwach świata w Inzell w 2011 roku oraz dziewiąty w biegu na 10 000 m podczas rozgrywanych w 2013 roku dystansowych mistrzostw świata w Soczi.